# Garéi hulladéklerakó
A garéi hulladéklerakó egy 1977 óta működő hulladéklerakó telep, amely Magyarország egyik legsúlyosabb környezetszennyezésének volt a helyszíne. Az eredetileg bőripari hulladék ideiglenes tárolására létrehozott telepre a Budapesti Vegyiművek szállított 10 éven keresztül veszélyes klórtartalmú vegyszermaradványokat. A talajvizet mérgező anyagok problémája az 1990-es évek Magyarországának legsúlyosabb környezeti krízisévé vált, amelynek rendezését több kormány is sikertelenül kísérelte meg. A hulladéklerakót a 2000-es évek elején részben kármentesítették, utoljára 2010-es évek elején használták lerakásra.

## A lerakó története

### A lerakó keletkezése
Az 1970-es években a dunántúli feldolgozóipari vállalatok helyet kerestek a tevékenységük során keletkezett állati eredetű hulladék ideiglenes tárolására. A Möbius Húsipari Vállalat és a Pécsi Bőrgyár az Állami Földtani Intézet javaslata alapján a Garétól északkeletre fekvő, déli és északi irányból (a mai 5815-ös és 5828-as utak felől) egyaránt megközelíthető külterületet szemelte ki a bőrhulladék lerakására. A terület Garé közigazgatási területéhez tartozott, de Bosta és Szalánta községek is nagyjából azonos távolságra feküdtek. Az ideiglenes hulladéktároló 1977-ben nyílt meg, a következő két évben a létesítményt rendeltetésszerűen használták.
A Budapesti Vegyiművek (BVM) az 1960-as években fejlesztette ki Buvinol, illetve Klorinol névre keresztelt, gyomok és fiatal fásszárú növények irtására használható termékeit. Ezen termékek előállítása során veszélyes melléktermékek (főként rákkeltő tetraklór-benzol) is keletkeztek, ezek elhelyezésének és kezelésének problémája egyre nagyobb teherként nehezedett a vállalatra. A BVM 1979-ben megvásárolta az eredetileg bőripari hulladék ideiglenes tárolására kialakított garéi telep tulajdonjogának 30%-át, majd megkezdte a veszélyes hulladék beszállítását az annak fogadására fel nem készített létesítménybe. A következő szűk évtizedben folyamatosan zajlott a fémhordókba zárt veszélyes hulladék elhelyezése a telepen. A telep működésének végéig 62 300 darab, egyenként 200 literes fémhordót helyeztek el a területen, amelyek összesen 16 000 tonna veszélyes anyagot tartalmaztak.

### A környezet súlyos szennyezése

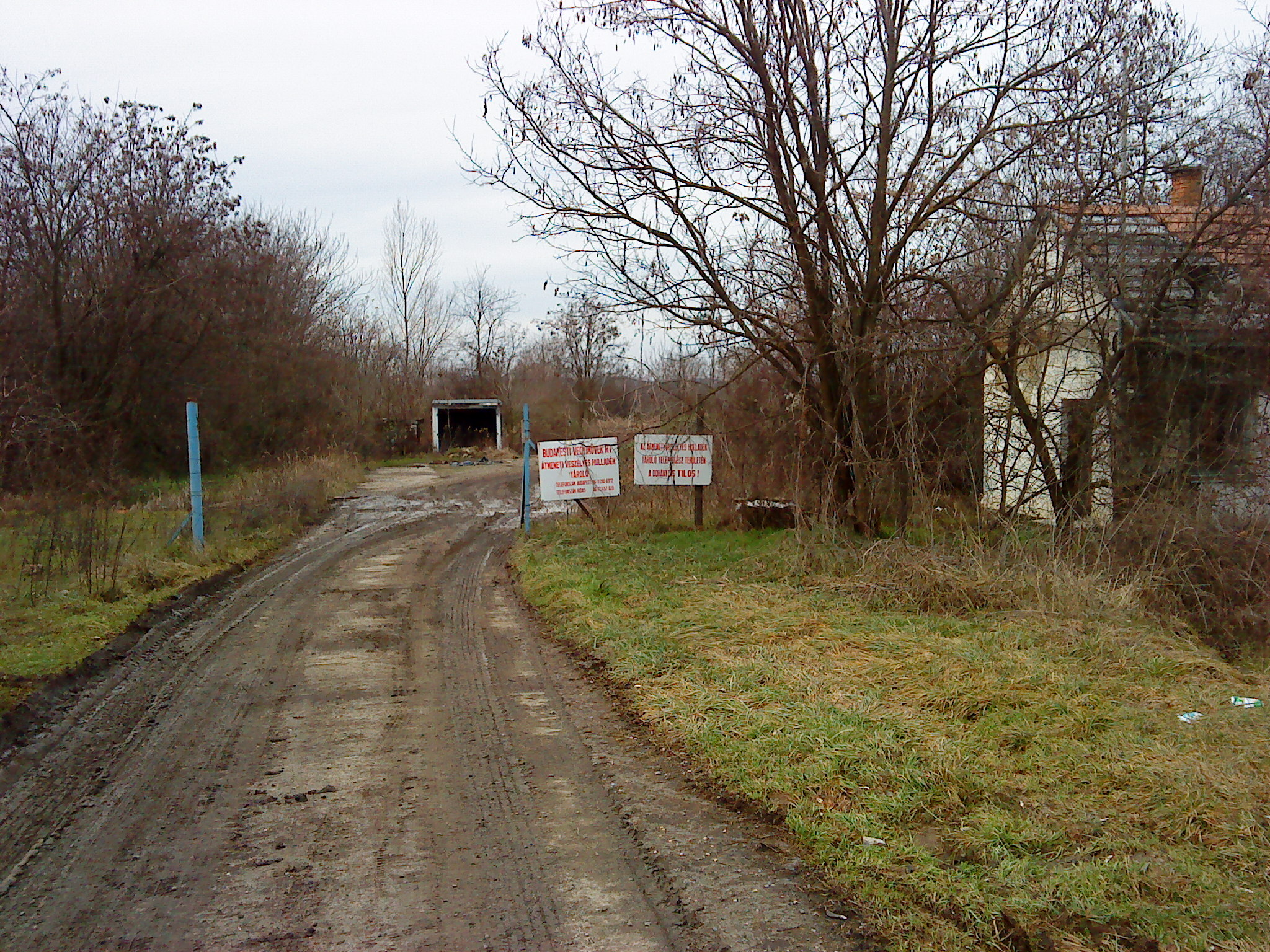
A garéi veszélyes hulladéklerakó bejárata 2013 februárjában

A hulladéklerakó megnyitása után 10 évvel kezdtek mutatkozni az első baljós jelek a telep környezetében. A környékbeli falvak lakossága egyre többször panaszkodott a mindent elárasztó klórszag miatt. A BVM az 1980-as évek közepén észlelte, hogy a veszélyes anyagok tárolására használt hordók gyorsan korrodálódnak, így a méreg a szabadba kerül. 1986-ban a BVM a megsérült hordók harmadának tartalmát műanyaghordókba csomagolta át, amelyet már nem fenyegetett a korrózió veszélye. Az átcsomagolás nem volt teljes, a fennmaradó sérült hordókra egyszerűen talajréteget hordtak. A nyolcvanas évek második felében már a környezetvédelmi hatóságok is felfigyeltek a telepre, 1988-ban kötelezték a BVM-et a környezetszennyezés megszüntetésére. A hatóság azonban túlságosan későn reagált. Az 1988-as mintavételek a talaj, a talajvíz és a levegő súlyos szennyezését mutatták, a telepet délről övező erdőn pedig már megfigyelhetőek voltak a pusztulás jelei. 1989-ben komoly állatpusztulás történt a környékbeli Bostán, az elhullott állatokból vett mintákban kimutatták a tetraklór-benzolt.

### Kármentesítés
A garéi telep a rendszerváltás éveire Magyarország egyik legjelentősebb környezeti válságává nőtte ki magát, amelynek megoldásához többé nem volt elég az azt okozó vállalat ereje. A telepet ideiglenesen műanyag fóliával takarták le, hogy a csapadékvíz általi bemosódást elkerüljék. A lerakó körül figyelőkutakat telepítettek, amelyeken keresztül a talajvíz összetételének változásait figyelték, illetve a szennyezett vizet szivattyúzták ki a talajból.
A tényleges mentesítés elkezdése még egy évtizedig váratott magára. Az első rendezési kísérlet még az Antall-kormányhoz fűződik. A kormány a BVM és egy francia szakmai befektető által létrehozott Hungaropec Rt-t bízta meg azzal, hogy a telep környékén építsen egy alkalmas égetőművet és ott égetéses módszerrel semmisítse meg a szennyeződést. A Hungaropec Rt meg is vásárolt egy területet Garé közelében, ám a környező települések ellenállása miatt az első kapavágást sem sikerült elvégezni. A jogerős építési engedéllyel is rendelkező Hungaropec végül hosszú pereskedésbe bonyolódott, az égetőmű nem épült meg. A Horn-kormány a létesítés elhúzódása miatt ideiglenes megoldást támogatott. Ezen megoldás szerint a hulladékot betontartályokba zárták volna, amelyek legalább 10 éven át elejét vették volna az szennyezés további terjedésének. A betontartályok el is készültek, amikor az újonnan hivatalba lépő Orbán-kormány leállíttatta a műveletet.
A Fidesz vezette kormány több pénzből, de véglegesen rendezni szerette volna a problémát, ezért a hulladék égetéses megsemmisítése mellett foglaltak állást. A veszélyes anyagokat tartalmazó hordókat Dorogon, a helyi égetőműben próbálták meg megsemmisíteni, ám a próbaégetések rossz eredményeket mutattak: a dorogi égetőmű műszakilag nem volt alkalmas a veszélyes vegyületek megsemmisítésére, így azok a szabadba juthattak. 1999-ben nemzetközi pályázatot írtak ki a kármentesítésre és a szennyezés égetéses ártalmatlanítására. A pályázatot a Geohidroterv és a Palota Kft által alkotott magyar konzorcium nyerte.
2000 elején kezdődött a szennyezés tényleges felszámolása, a tevékenység a kormány határozata szerint 2000 végéig tartott volna. A fémhordók felnyitása és anyaguk összegyűjtése elhúzódott, napi 50 tonna anyagot szállítottak el a telepről. Az anyagot a merseburgi és bécsi égetőművekbe továbbították, ahol lezajlott azok biztonságos megsemmisítése. A szintén veszélyes anyagnak számító korrodált hordókat a győri égetőműben semmisítették meg. Különböző okok miatt a kármentesítés elhúzódott, a kitűzött határidőket egyre inkább el kellett tolni. A szennyező hordók felszínre hozása 2001 szeptemberéig tartott, a lerakó területét 2002 április végén hagyta el az utolsó méregszállítmány. Nem sikerült ugyanakkor a kármentesítést teljesen befejezni: a helyszínen több ezer tonna szennyezett talaj maradt.

### A lerakóhely a kármentesítés után
A kármentesítés felemás módon zárult le. A korrodált hordókat és veszélyes tartalmukat elszállították, ám a helyszínen több tízezer tonnányi szennyezett talaj maradt hátra. A talajszennyezést a BVM-nek kellett volna ártalmatlanítania, ám ehhez nem kapott újabb állami segítséget. A társaság biológiai kármentesítést szeretett volna végrehajtani, az ezt célzó kísérletezés az eljárás alkalmatlanságát mutatta ki. A BVM az égetéssel járó megsemmisítés jelentette anyagi terhet nem tudta vállalni, 2007-ben csődöt jelentett és felszámolási eljárás alá került. A BVM csődje leállt a szennyezett talajvíz szivattyúzása, az őrizetlenül maradt teleprészt pedig fémtolvajok kezdték fosztogatni.
A lerakó 2010-ig volt aktív, a bőrgyári hulladékokat tároló részlegbe került a simontornyai bőrgyár kármentesítése során kitermelt hulladék.